# Rijststro

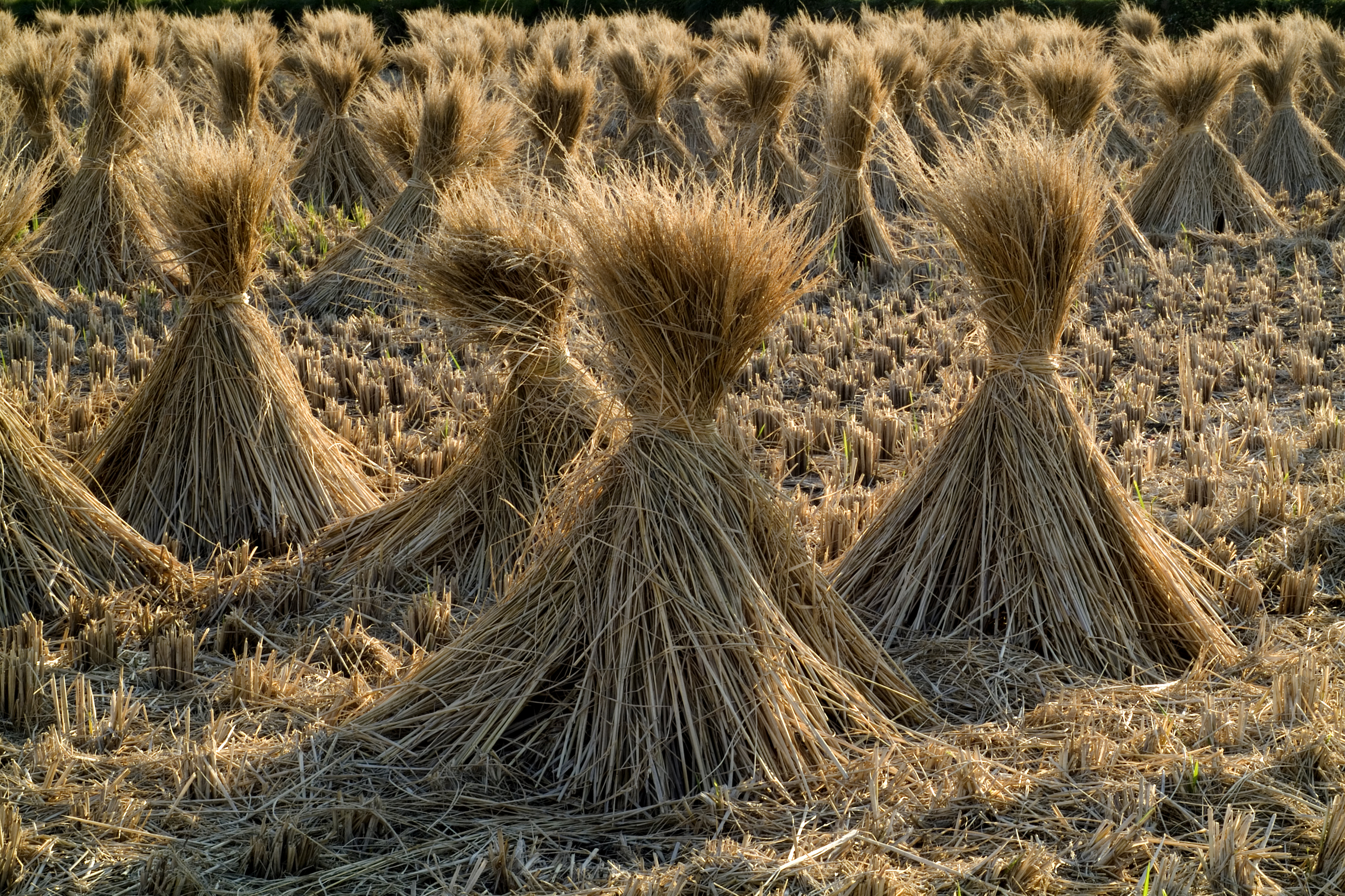
Stro van de rijstplant

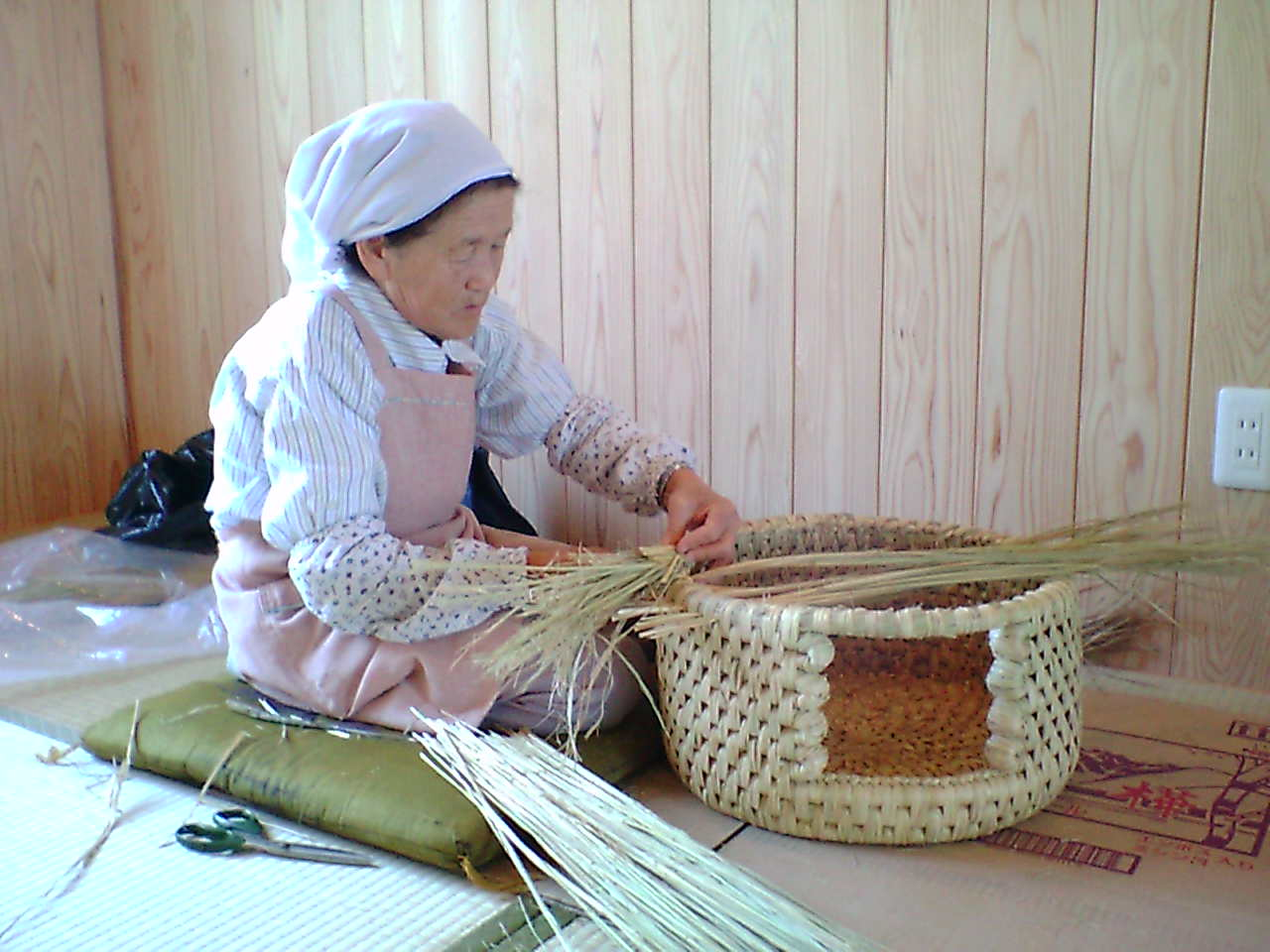
Het maken van een huisje uit rijststro voor een poes, een Neko Chigura

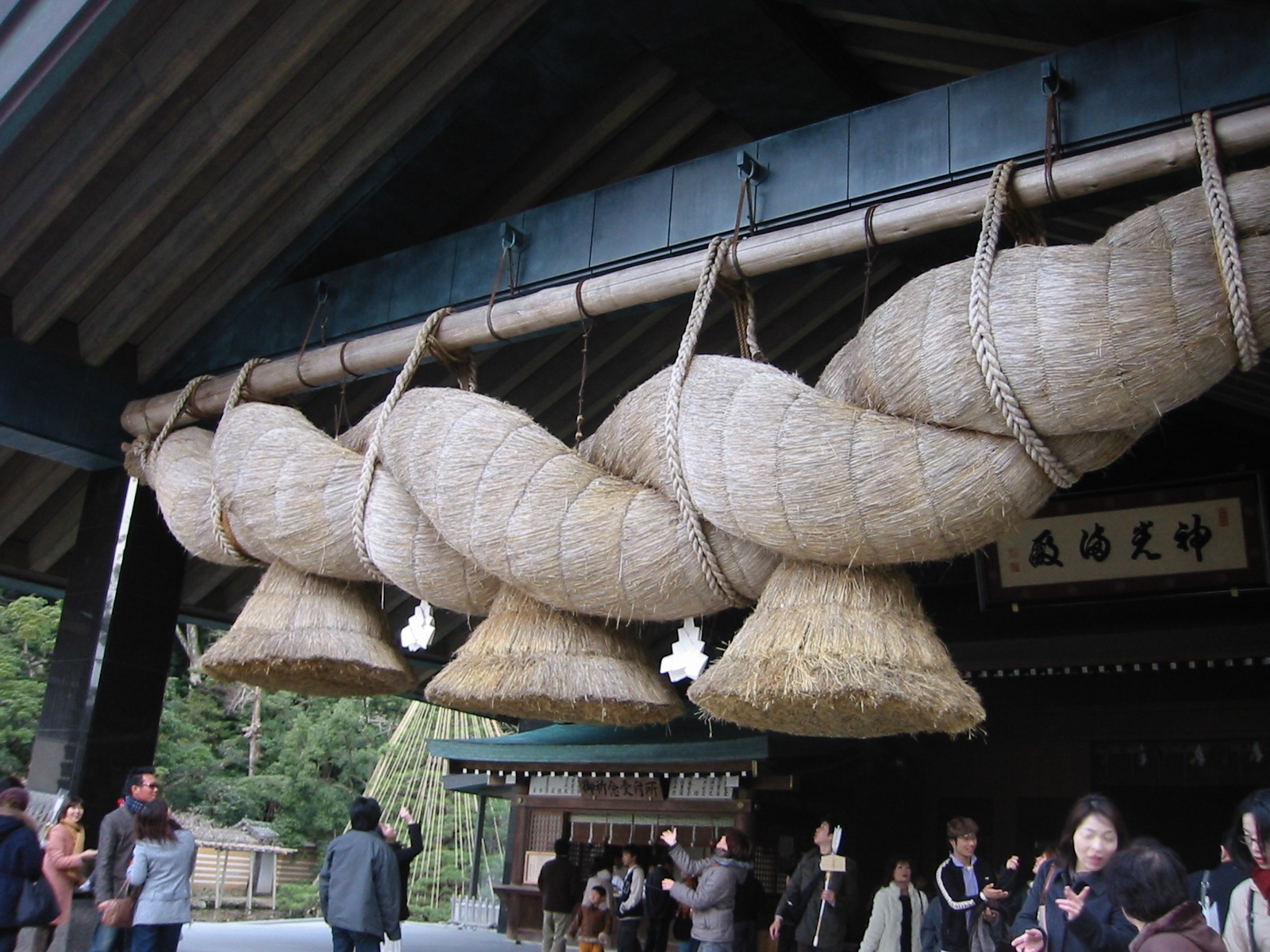
Een dik touw gevlochten uit rijststro gebruikt in de Shinto religie (Shimenawa)

Rijststro bestaat uit de gedroogde halmen van rijstplanten. Dit materiaal blijft over nadat de rijstkorrels er uit zijn gedorst. Veel stro wordt na de rijstoogst op het veld verbrand. 
Van een klein deel worden allerlei gebruiksvoorwerpen gemaakt zoals verschillende soorten bezems, tatami (Japanse matten), hoeden of zori (Japanse voetslippers). Het is ook mogelijk rijststro te gebruiken als grondstof voor het maken van karton of rijstpapier.

## Agrarisch gebruik
Een andere toepassing is veevoeder. Rijststro waaraan een mengsel van water en ureum (in een gewichtsverhouding van 20:1) wordt toegevoegd is na 10 dagen geschikt als voer voor herkauwers.

Bij de rijst–gerstrotatie teelt in de biologische landbouw wordt rijststro ter de verrijking van de grond voor de gerstteelt en gerststro bij  de rijstteelt. Hierdoor kunnen plant specifieke ziekteverwekkers uit beide soorten stro het groeiende gewas niet aantasten.
Rijststro wordt ook gebruikt bij het kweken van de tropische beurszwam of rijst-stro-paddenstoel (Volvariella volvacea).